# Skansenteatern
Skansenteatern (eller Skansens Frilufts Teater) var en friluftsteater på Skansen i Stockholm åren 1911–1967. Den låg bakom Bragehallen på slänten ned mot Rosendals slott och invigdes den 17 juni 1911 klockan 19.30 med pjäsen Värmlänningarna. Några av teaterns ledare genom åren har varit: 1914–1918 Ivan Hedqvist, 1927–1932 Skådebanan, 1934–1940 Ernst Eklund och 1945–1959 Lorens Marmstedt och Barbro Kollberg.
Skansenteatern föregicks av en tidigare friluftsteater på Skansen, invigd 1895 med en komedi kring Gustav III.

## Uppsättningar
| År   | Produktion                                                             | Upphovsmän                                                        | Regi                | Noter |
| ---- | ---------------------------------------------------------------------- | ----------------------------------------------------------------- | ------------------- | --- |
| 1910 | Närkingarna                                                            | Carl Axel Anrep                                                   | Konstantin Axelsson | Premiär 26 juli 1910 |
| 1910 | Svanevit                                                               | August Strindberg                                                 |                     | Premiär 21 augusti 1910 |
| 1910 | Å Orsakullen                                                           |                                                                   |                     | Premiär 11 september 1910 |
| 1911 | Värmlänningarna                                                        | Fredrik August Dahlgren och Andreas Randel                        | Ivan Hedqvist       | Premiär 17 juni 1911 |
| 1912 | Värmlänningarna                                                        | Fredrik August Dahlgren och Andreas Randel                        | Ivan Hedqvist       | Premiär 2 juni 1912 |
| 1912 | Snurran                                                                | Zacharias Topelius                                                | Konstantin Axelsson | Premiär 23 juni 1912 |
| 1913 | Engelbrekt Engelbrektsson                                              | Axel Berggren                                                     | Ivan Hedqvist       | Premiär 12 juni 1913 |
| 1914 | Timmerflottare Tukkijoella                                             | Teuvo Pakkala                                                     | Ivan Hedqvist       | Premiär 12 juni 1914 |
| 1915 | Gustaf Adolf                                                           | A Hackenberg                                                      | Ivan Hedqvist       | Premiär 27 maj 1915 Scenografi John Ericsson |
| 1915 | Tattare                                                                | Oscar Wennersten                                                  | Ivan Hedqvist       | Premiär 11 juni 1915 |
| 1915 | Mats och Peter och Prinsessan                                          | John Bauer                                                        | Ivan Hedqvist       | Premiär 23 juni 1915 |
| 1916 | Peder Rank och hans fästmö                                             | Olof Hermelin                                                     | Ivan Hedqvist       | Premiär 10 juni 1916 |
| 1916 | Pelle Snygg och barnen i Snaskeby                                      | Ivan Hedqvist                                                     |                     | Premiär 2 juli 1916 |
| 1917 | I vildskogen                                                           | Hans Ahlin                                                        |                     | Premiär 8 juni 1917 |
| 1917 | Gluntarna                                                              | Axel Berggren                                                     | Ivan Hedqvist       | Premiär 8 juni 1917 |
| 1918 | Gluntarna                                                              | Axel Berggren                                                     | Ivan Hedqvist       | Premiär 9 juni 1918 |
| 1919 | Per Olson och hans käring                                              | Gustaf af Geijerstam                                              | Gustaf Linden       | Premiär 7 juni 1919 |
| 1920 | Herr Dardanell och hans upptåg på landet                               | August Blanche                                                    | Gustaf Linden       | Premiär 4 juni 1920 |
| 1920 | Karlavagnen                                                            | Tor Hedberg                                                       | Gustaf Linden       | Premiär 3 juli 1920 |
| 1921 | Herr Dardanell och hans upptåg på landet                               | August Blanche                                                    | Gustaf Linden       | Premiär 28 maj 1921 |
| 1921 | Äventyr på fotvandringen Eventyr paa Fodrejsen                         | Jens Christian Hostrup                                            | Gustaf Linden       | Premiär 14 juli 1921 |
| 1922 | Äventyr på fotvandringen Eventyr paa Fodrejsen                         | Jens Christian Hostrup                                            | Gustaf Linden       | Premiär 3 juni 1922 |
| 1922 | Den gamla herrgården                                                   | Oscar Wennersten                                                  | Gustaf Linden       | Premiär 17 juni 1922 |
| 1922 | Sommargästerna                                                         | Jens Christian Hostrup                                            | Gustaf Linden       | Premiär hösten 1922 |
| 1923 | Fågelskrämman Feriegæesterne                                           | Jens Christian Hostrup                                            | Gustaf Linden       | Premiär 7 juni 1923 |
| 1923 | Gamla herrgården                                                       | Oscar Wennersten                                                  | Gustaf Linden       | Premiär 6 juli 1923 |
| 1924 | En komedi på Djurgården                                                | Johan Jolin                                                       | Gustaf Linden       | Premiär 7 juni 1924 |
| 1925 | Timmerflottare Tukkijoella                                             | Teuvo Pakkala                                                     | Gustaf Linden       | Premiär 10 juni 1925 |
| 1926 | Värmlänningarna                                                        | Fredrik August Dahlgren och Andreas Randel                        | Gustaf Linden       | Premiär 10 juni 1926 |
| 1927 | Hälsingar                                                              | Henning Ohlson                                                    | Einar Fröberg       | Premiär 4 juni 1927 |
| 1928 | Livet på landet                                                        | Karl Wexel och Rhingulf Wegener                                   |                     | Premiär 8 juni 1928 |
| 1928 | Storskrytaren                                                          | Margit Brink-Ekegårdh                                             | Einar Fröberg       | Premiär 20 juni 1928 |
| 1929 | En herrgårdssägen                                                      | Selma Lagerlöf                                                    | Einar Fröberg       | Premiär 8 juni 1929 |
| 1930 | En sommarkväll på Djurgården                                           | Göran Triewald                                                    | Nils Johannisson    | Premiär 5 juni 1930 |
| 1931 | Dunungen                                                               | Selma Lagerlöf                                                    | Gustaf Linden       | Premiär 13 juni 1931 Martin Ericsson, Louise Wahlberg, Tore Lindwall, Stina Seelig, Gucken Cederborg, Valborg Svensson, Sonja Claesson, Hjalmar Lindblad, Erland Colliander, Otto Malmberg, Arvid Erwall, Ernst Brunman, Aino Taube, Solveig Hedengran, Robert Jonsson, Oscar Gustafsson, Elsa Hanson Koreografi Valborg Franchi |
| 1932 | Herr Dardanell och hans äventyr på landet                              | August Blanche                                                    | Gustaf Linden       | Premiär 10 juni 1932 |
| 1932 | Gustaf II Adolf                                                        | Gunnar Klintberg                                                  | Gunnar Klintberg    | Premiär 26 augusti 1932 Scenografi John Jon-And |
| 1933 | Hans nåds testamente                                                   | Hjalmar Bergman                                                   | Carl Barcklind      | Premiär 15 juni 1933 |
| 1934 | Gamla Heidelberg Alt-Heidelberg                                        | Wilhelm Meyer-Förster                                             | Calle Flygare       | Premiär 19 maj 1934 Gästspel av Studentteatern |
| 1934 | Bröllopet på Ulfåsa                                                    | Frans Hedberg                                                     | Ernst Eklund        | Premiär 9 juni 1934 |
| 1935 | Frihetsfejden                                                          | Ernst Eklund                                                      | Ernst Eklund        | Premiär 7 juni 1935 Märta Dorff, Arnold Sjöstrand, Sven Miliander, Erik Rosén, Hugo Björne, Stina Ståhle |
| 1935 | Rika morbror                                                           | August Blanche                                                    | Robert Ryberg       | Premiär 8 september 1935 |
| 1936 | Regina von Emmeritz                                                    | Zacharias Topelius                                                | Ernst Eklund        | Premiär 12 juni 1936 |
| 1937 | Drabanten                                                              | Ernst Eklund                                                      | Ernst Eklund        | Premiär 11 juni 1937 |
| 1937 | Fredens födelse                                                        | Georg Stiernhielm                                                 | Per Lindberg        | Premiär 2 augusti 1937 |
| 1937 | Mäster Olof, akt 5 Den stora landsvägen Stadsresan                     | August Strindberg Erland Colliander August Strindberg             | Gillis Blom         | Premiär 29 augusti 1937 |
| 1938 | Spelaren Il marito giocatore                                           | Giuseppe Maria Orlandini                                          |                     | Premiär 4 maj 1938 |
| 1938 | Värmlänningarna                                                        | Fredrik August Dahlgren och Andreas Randel                        | Ernst Eklund        | Premiär 4 juni 1938 Ragnar Widestedt, Gösta Terserus, Heddy Björling, Theodor Berthels, Erik Rosén, Greta Berthels, Gösta Björling, Ernst Brunman, Stina Ståhle, Hartwig Fock, Olga Adamsen, Dagmar Bentzen, Sigurd Björling, Wiktor "Kulörten" Andersson, Eva-Lisa Lennartsson, John Sandling, Artur Cederborgh, Bertil Ehrenmark, Oscar Heurlin Kapellmästare Oskar Gustafsson, Koreografi Axel Witzansky, Scenografi Gotthard Gustafsson, Elias Johansson |
| 1939 | Lyckoflickan La mascotte                                               | Edmond Audran, Alfred Duru, Henri Charles Chivot                  | Ernst Eklund        | Premiär 10 juni 1939 Scenografi Arne Åkermark |
| 1940 | Trettondagsafton Twelfth Night, or What You Will                       | William Shakespeare                                               | Ernst Eklund        | Premiär 12 juni 1940 Scenografi Arne Åkermark |
| 1941 | Tiggarstudenten Der Bettelstudent                                      | Karl Millöcker, Richard Genée och Friedrich Zell                  | Karl Kinch          | Premiär 7 juni 1941 |
| 1941 | Djuren på sommarlov                                                    | Heljar Mjøen                                                      |                     | Premiär 18 augusti 1941 |
| 1942 | Mazurka Polnische Hochzeit                                             | Joseph Beer, Fritz Löhner-Beda, Alfred Grünwald                   | Karl Kinch          | Premiär 12 juni 1942 Ernst Brunman, Ulla Kock, Adolf Niska, Nils Bäckström, Ingalill Söderman, Nils Ericson, Karl Kinch, Inga Wettervik, Tore Werner, Vincent Jonasson, Erik Jansson, Bengt Lindeborg, Hortensia Hedström, Gard Cederborg, Karin Johansson, Rigmor Kalling, Eugéne Gabay, Göte Arnbring, Marrit Ohlsson Scenografi Gotthard Gustafsson |
| 1942 | Advokaten Patelin L’avocat Pathelin                                    | David Augustin de Brueys och Jean Palaprat                        | John Zacharias      | Premiär 14 augusti 1942 |
| 1943 | Kungen dansar                                                          | Staffan Tjerneld                                                  | Johan Falck         | Premiär 1 juni 1943 |
| 1943 | Värmlänningarna                                                        | Fredrik August Dahlgren och Andreas Randel                        | Johan Falck         | Premiär 20 juni 1943 |
| 1944 | Kröningskarusellen                                                     | Staffan Tjerneld                                                  | Johan Falck         | Premiär 10 juni 1944 |
| 1945 | Svarta tuppen, cabaret                                                 |                                                                   |                     | Premiär 11 maj 1945 |
| 1945 | En midsommarnattsdröm A Midsummer Night's Dream                        | William Shakespeare                                               | Svend Gade          | Premiär 16 juni 1945 Scenografi Sigvard Bernadotte |
| 1946 | Pelle Svanslös                                                         | Gösta Knutsson och Erland von Koch                                | Jura Tamkin         | Premiär 26 maj 1946 |
| 1946 | En midsommarnattsdröm A Midsummer Night's Dream                        | William Shakespeare                                               | Svend Gade          | Premiär 7 juni 1946 Scenografi Sigvard Bernadotte |
| 1946 | Arnljot, akt 1                                                         | Wilhelm Peterson-Berger                                           | Kjell Kjelldén      | Premiär 4 augusti 1946 |
| 1946 | Agamemnon Ἀγαμέμνων, Agamemnōn                                         | Aischylos                                                         | Gunnar Planthaber   | Premiär 30 augusti 1946 |
| 1947 | Det var en gång... Der var engang                                      | Holger Drachmann                                                  | Åke Ohberg          | Premiär 20 juni 1947 Sonja Wigert, Vibeke Falk, Lauritz Falk, Sture Lagerwall, Birgit Kronström, John Melin, Carl Hagman, Irma Burgman, Ulla Andreasson, Gösta Prüzelius, Mats Björne, Bo Hederström, Martin Ljung, Erik Rosén, Inga Britt Lindman, Doris Söderström, Solveig Assgard, Ulla Holmberg, Astrid Bodin, Anders Näslund Scenografi Georg Magnusson                                                                                                |
| 1948 | Det var en gång... Der var engang                                      | Holger Drachmann                                                  | Åke Ohberg          | Premiär 19 juni 1948 Scenografi Georg Magnusson |
| 1949 | Som ni behagar As you Like it                                          | William Shakespeare                                               | Rune Carlsten       | Premiär 22 juni 1949 Olle Ek, Folke Walder, Gösta Forsell, Gunnar Sjöberg, Lennart Lundh, Fritiof Hellberg, Gösta Prüzelius, Arnold Sjöstrand, Hartwig Fock, Gunnar Bergholm, Douglas Håge, John Melin, Bernhard Krook, Stig Johanson, Barbro Kollberg, Siv Thulin, Hanny Schedin, Ingrid Thulin, Mats Björne Scenografi Eric Söderberg |
| 1949 | Värmlänningarna                                                        | Fredrik August Dahlgren och Andreas Randel                        | Gunnar Sundström    | Premiär 6 augusti 1949 Gästspel av Arvika-amatörerna |
| 1950 | Så tuktas en argbigga The Taming of the Shrew                          | William Shakespeare                                               | Sandro Malmquist    | Premiär 17 juni 1950 Scenografi Sandro Malmquist |
| 1951 | Värdshuset Vita hästen Im weißen Rößl                                  | Ralph Benatzky, Eric Charell och Hans Müller                      | Lars Egge           | Premiär 16 juni 1951 Scenografi Einar Hjorth |
| 1952 | Trettondagsafton Twelfth Night                                         | William Shakespeare                                               | Sandro Malmquist    | Premiär 19 juni 1952 Curt Masreliez, Olof Eklund, Kotti Chave, Börje Nyberg, Olof Lindfors, Evert Lindberg, Alf Östlund, Nils Ericson, Sten Lindgren, Lennart Lundh, John Harryson, Ruth Kasdan, Barbro Kollberg, Ulla Wikander, Gunnar Hedberg, Bert Grönlund, Börje Nyberg Scenografi Sandro Malmquist |
| 1953 | Hans nåds testamente                                                   | Hjalmar Bergman                                                   | Sandro Malmquist    | Premiär 16 juni 1953 Gunnar Sjöberg, Stina Ståhle, Svenerik Perzon, Arthur Fischer, Einar Axelsson, Sten Lindgren, Stellan Agerlo, Hanny Schedin, Ingemar Pallin, Barbro Kollberg, Mauritz Strömbom, Alf Östlund, Sune Mangs Scenografi Sandro Malmquist |
| 1954 | Rövarna på Hunneberg                                                   | Rune Lindström                                                    | Sandro Malmquist    | Premiär 18 juni 1954 Ingemar Pallin, Stig Johanson, Rune Stylander, Wiktor ”Kulörten” Andersson, Nils Hallberg, Alf Östlund, Hanny Schedin, Anders Näslund, Stina Ståhle, Margareta Hallin, Holger Kax, Gösta Prüzelius, Eva Stiberg, Sten Hedlund, Curt Masreliez Scenografi Sandro Malmquist |
| 1954 | Värmlänningarna                                                        | Fredrik August Dahlgren och Andreas Randel                        | Gunnar Skoglund     | Premiär 28 juli 1954 |
| 1955 | Markurells i Wadköping                                                 | Hjalmar Bergman                                                   | Sandro Malmquist    | Premiär 17 juni 1955 Gunnar Sjöberg, Stina Ståhle, Jerk Liljefors, Gösta Prüzelius, Signhild Björkman, Manne Grünberger, Einar Axelsson, Sven Bergvall, Olle Ek, Alf Östlund, Sten Hedlund, Göthe Grefbo, Wiktor ”Kulörten” Andersson, Britt-Marie Bergius, Maj-Britt Johnsson Scenografi Sandro Malmquist |
| 1956 | Thehuset Augustimånen The Teahouse of the August Moon                  | John Patrick                                                      | Sandro Malmquist    | Premiär 20 juni 1956 Scenografi Sandro Malmquist |
| 1957 | Dunungen                                                               | Selma Lagerlöf                                                    | Sandro Malmquist    | Premiär 19 juni 1957 Scenografi Sandro Malmquist |
| 1958 | En midsommarnattsdröm A Midsummer Night's Dream                        | William Shakespeare                                               | Sandro Malmquist    | Premiär 21 juni 1958 Scenografi Sandro Malmquist |
| 1959 | En midsommarnattsdröm A Midsummer Night's Dream                        | William Shakespeare                                               | Sandro Malmquist    | Premiär 20 juni 1959 Olof Bergström, Lena Ewert, Elisaveta, Jerk Liljefors, Sven Wollter, Catherine Berg, Gun Jönsson, Pierre Nyblom, Topsy Håkansson, Lasse Krantz, Nils Ericson, Björn Gustafson, Sören Söderberg, Stig Johanson, Andris Blekte, Åke Wästersjö, Eric von Gegerfelt, Monica Lundberg Scenografi Sandro Malmquist |
| 1960 | Kvartetten som sprängdes                                               | Birger Sjöberg                                                    | Åke Falck           | Premiär 22 juni 1960 Olof Thunberg, Ingrid Luterkort, Hans Strååt, Gio Petré, Julia Cæsar, Fritiof Billquist, Lars Lind, Gun Jönsson, Lena Granhagen, Einar Axelsson, Torsten Wahlund, Manne Grünberger, Rune Halvarsson, Alf Östlund, Dagmar Bentzen, Hanny Schedin, Berndt Westerberg, Per Sjöstrand, Sture Hovstadius Dekor: Folke Fasth 68 föreställningar                                                                                               |
| 1961 | Fridas visor                                                           | Birger Sjöberg                                                    | Per Sjöstrand       | Premiär 21 juni 1961 Lena Granhagen, Per Olof Eriksson, Julia Cæsar, Björn Gustafson, Nils Ericson, Nils Åsblom, Manne Grünberger, Hanny Schedin, Christian Bratt, Lena Ewert, Segol Mann, Carl-Axel Elfving, Gunnar Schyman, Minimal Åström, Sören Söderberg, Frithiof Bjärne, Mona Andersson, Georg Hansen, Astrid Lindgren Scenografi Yngve Gamlin |
| 1962 | Den tappre soldaten Švejk Osudy dobrého vojáka Švejka za světové války | Jaroslav Hašek Dramatisering Karl Larsen, Översättning Nils Beyer | Åke Falck           | Premiär 9 juni 1962 Nils Poppe, Julia Cæsar, Sören Söderberg, Jan Bergquist, Anita Lindohf, Gunilla Sundberg, Gunnar Schyman, Adrienne Lombard, Nils Åsblom, Marrit Ohlsson, Frithiof Bjärne, Stig Johanson, Gunnar Lindkvist, Sten Raoul, Bengt Lindström, Erik Forsberg Scenografi Yngve Gamlin och Kaj Englund |
| 1963 | Änkeman Jarl                                                           | Vilhelm Moberg                                                    | Per-Axel Branner    | Premiär 20 juni 1963 Elof Ahrle, Dagmar Olsson, Fylgia Zadig, Sören Söderberg, Tore Lindwall, Stina Ståhle, Sten Johan Hedman, Nils Hallberg, Rulle Åberg, Julia Cæsar Scenografi Folke Fasth |
| 1964 | Cyrano de Bergerac                                                     | Edmond Rostand                                                    | Per Oscarsson       | Premiär 17 juni 1964 Per Oscarsson, Öllegård Wellton, Georg Årlin, Walter Norman, Lasse Krantz, Julia Cæsar, Bengt Lindström Scenografi Ingvar Danielsson |
| 1965 | Den sönderslagna krukan Der zerbrochene Krug                           | Heinrich von Kleist                                               | Karl Erik Flens     | Premiär 5 juni 1965 Scenografi Per Wåhlström |
| 1966 | Tjuvarnas bal Le bal des vouleurs                                      | Jean Anouilh                                                      | Kotti Chave         | Premiär 14 juni 1966 Scenografi Nisse Skoog |
| 1967 | Den jäktade Den stundesløse                                            | Ludvig Holberg                                                    | Kotti Chave         | Premiär 19 juni 1967 Ing-Margret Lackne, Sture Hovstadius, Maud Hyttenberg, Kristina Schildt, Heinz Spira, Kurt Emke, Inga Didong, Tore Bengtsson, Bertil Lindeberg, Mona Wikström, Karl-Erik Lindgren, Margita Nyström, Eric von Gegerfelt, Daniel Brandmüller, Christer Rahm Koreografi Graham Tainton, Scenografi Nisse Skoog |